# Bogifobia
La bogifobia es una fobia que se define como un persistente e irracional miedo a lo sobrenatural y las leyendas urbanas como los asustadores de niños, o los fantasmas y monstruos imaginarios, típicos de los miedos infantiles.

## Etimología
Etimológicamente la palabra bogifobia viene del vocablo del griego φόβος que significa miedo y de la palabra anglosajona "bogeyman" que se refiere a un asustador de niños que acecha a sus víctimas en los rincones oscuros de la casa como en el armario, detrás de la escalera, la chimenea, o debajo de la cama.

## Miedo infantil
Las reacciones de los bogifóbicos frecuentemente parecen irracionales a otras personas, e incluso al propio afectado, ya que para el mundo "los monstruos no existen", y las posibilidades de que una criatura amenazante aparezca de debajo de la cama o del armario para atacarlo cuando se vaya a dormir es ridícula e imposible.[cita requerida] 
Los afectados a menudo adquieren este miedo en la etapa infantil por culpa de las amenazas de los adultos para controlar el comportamiento de los niños que les lleva a intimidarles con seres como el Bogeyman el hombre del saco. El ver películas de terror puede atemorizar a un infante ante la dificultad de separar lo real de la ficción, al pensar que el monstruo o asesino del film vaya a ir por él. También es un miedo que se puede obtener tras algún susto impactante o repetido en la infancia que le quedó gravado en el inconsciente, como puede ser la broma de un familiar que sale de algún lugar oscuro de la casa para asustar al niño. También puede deberse a un trauma infantil real que el inconsciente oculta tras la imagen de un monstruo. Que un niño sea víctima de un secuestro, o de abusos físicos o que haya sido testigo de algún otro acto violento puede crear a un bogifóbico.[cita requerida] 
Este temor tiene más fuerza generalmente cuando el afectado de la fobia se encuentra a solas o a oscuras, por lo que a veces está estrechamente ligado a la nictofobia (temor a la oscuridad) y en casos más graves a ligofobia (terror a la oscuridad): la oscuridad les provoca inseguridad ya que no ven lo que hay a su alrededor y una imaginación desbordante puede jugar con las sombras de los objetos y los sonidos del viento convirtiendo la habitación de un bogifóbicos en un sinfín de amenazas para él.[cita requerida]
Suelen encontrar seguridad con la compañía en una persona que les transmita tranquilidad y les reconforte, como en el caso de los niños pequeños lo es un adulto. Esta persona debe mostrar una actitud comprensible y que les recuerde que no hay nada que vaya a atacarlos. A veces es bueno revisar la zona que les produce miedo como el armario o mirar debajo de la cama para asegurarles que no hay nada. Asustar al bogifóbico o burlarse de sus miedos sólo conseguirá que su fobia aumente y que además se sienta incómodo y avergonzado, impidiéndole acudir por ayuda cuando tenga miedo para no recibir una postura negativa.[cita requerida] 
Es de las fobias más comunes en niños pequeños, sobre todo en los infantes con mucha imaginación, y suele superarse en la adolescencia. Si la bogifobia perdura después de la preadolescencia, seguramente esté arraigado a un fuerte trauma infantil que será necesario superar con un tratamiento o un acompañamiento terapéutico. Este temor o miedo comienza a ser perjudicial para el afectado cuando le limita en su vida.[cita requerida]